# ひちゃこのゲーム体験記
『ひちゃこのゲーム体験記』（ひちゃこのゲームたいけんき）は、ひちゃこによる日本の漫画作品。『ファミ通キューブ+アドバンス』（エンターブレイン）にて2002年2月号から2004年12月号まで連載された。単行本化されている（全1巻）。

## 概要
掲載開始の前号である2002年1月号には掲載の予告などは特に載っておらず、2月号（2001年12月21日発売）でいきなりこの漫画が掲載された。当初は3ページで2～3回の読み切りの予定だったが、掲載当初から好評で連載が決定。2002年5月号からはページ数を1ページ増やした4ページでの連載となり、2004年12月号（2004年10月21日発売）まで連載は続いた。合計35号分に掲載され全35話、2年10ヶ月の連載だった。連載終了から約2ヶ月後の2004年12月25日には、単行本が発売された。

## 主な内容
タイトル通り、作者であるひちゃこがゲームをプレイしてその感想を描く体験記漫画。
基本的に、作者の自画像キャラクターの「ひちゃこ」がゲームの世界に入って、ゲームのキャラクターや他の登場人物と共にゲームの世界を体験し、ゲームの内容や面白い箇所や難所などを面白おかしく読者に伝える、というスタイルで描かれている。また、ゲームをプレイする代わりに『ポケモンセンター』に訪問したり、ゲーム発のアニメや任天堂の製品をレポートしたこともある。

### 解説
漫画は、『バイオハザード』（カプコン）と『ゲームアニメ体験記』で紹介されたアニメ『ロックマンエグゼ』（カプコン）以外、全て任天堂製、任天堂発のものをテーマにして描かれている。テーマになっているゲームは、当時の最新のゲームや話題のゲームばかりで、基本的にゲームキューブソフトとゲームボーイアドバンスソフトである。また、漫画のテーマとなるゲームは基本的には毎号違うゲームになっているが、2号連続で同じゲームがテーマにされたこともある。

### 最終回
最終回の前号である2004年11月号には最終回の予告などは特に載っておらず、漫画の最後のページに「次回、ひちゃこから重大発表が!?」と書かれていただけだった。そして翌号の12月号の漫画内で初めて最終回であることが明かされた。最終回の最後のコマから7コマ目で、ひちゃこが「勝って終わりたかった……」と連載終了を示唆する発言をし、その後に最終回であることを告白。最後はヒ＝チャーコ、ひちゃお、ひちゃぞうの3人が登場し、約3年間の連載が終わった。最後のコマでひちゃこは感謝の言葉と「またいつの日か会いましょーっ!!」と再会したい気持ちを読者に残している。
最終回の最後のページには「次号からは姫野かげまる先生の新しいマンガが始まるよ!」と新連載の予告が書いてあり、予告通り次号（2005年1月号）から『ヒメマルのゲームてんこもり!』の連載が始まった。

### 連載終了後
連載終了後、『ファミ通キューブ+アドバンス』には連載終了を悲しむ声や、作者を慰労する声などが読者から多数寄せられた。また、単行本が発売されると、購入した読者から「この漫画、宝物にします!!」などの喜びの声が寄せられた。ちなみに本誌のバックナンバー掲載ページには単行本の宣伝が数年間載っていた。

## 漫画の構成
漫画はカラーで4ページ（2002年4月号までは3ページ）。最初のページの上半分に扉絵が描かれており、扉絵内にタイトルと作者名が載っている。漫画は扉絵の左下のコマから始まる（『大乱闘スマッシュブラザーズDX体験記』のみ扉絵は漫画4コマの後に描かれている）。『ファミ通キューブ＋アドバンス』は左開きの雑誌のため漫画は左から順に読んでいく構成になっており、ふきだし内のセリフは基本的に横書きになっている。ふきだし内のセリフは『大乱闘スマッシュブラザーズDX体験記』までは手書きだったが、『どうぶつの森+体験記』からはパソコンで打った文字になった。ふきだし以外のセリフや描き文字などは手書きされている（たまにふきだし内のセリフが手書きされていることもある）。基本的にはゲーム画面なども全て絵で表現されているが、連載後半ではパッケージ写真や実際のゲーム画面や公式イラストなどを作中に取り入れていることもある。漫画が掲載されているページの端部分には、漫画に関するコメントや作者への便りの宛先が縦一行で書かれている（書かれていないページもある）。漫画の最後のページの一行コメント欄には次回予告が書いてある場合もあり、翌号の漫画は基本的にはその予告通りの内容になっているが、例外もある。漫画の掲載ページは不定だが、基本的に後半のページに掲載されている。

## 登場人物
ひちゃこ
主人公で、漫画内での作者本人。ゲームが好きだが操作は下手で進歩がない。アクションゲームやレースゲームが特に苦手。泣き虫でミーハー、好きなタイプはクールな二枚目。負けず嫌いな性格。高いところ、怖いものが苦手で、『バイオハザード』の回では怖さのあまり、ぬいぐるみをたくさん増やしたり、手が震えてトイレの紙が取れなかった。ゲーム中パニックになることが多く、ドジを踏んだり、時にはずるをしたりする。ゲームの難所に文句を言ったり、途中で投げ出しそうになることもあるが最後は再開し、ゲームを放棄することはない。茶髪で目の色はブラウン。服装や髪型は毎回様々で、ゲームキャラクターに扮することが多い。読者に語りかけることが多く、一人称は「ひちゃこ」「あたし」「ひーちゃん」など。
登場話
全話に登場
ヒ＝チャーコ
『マリオカート ダブルダッシュ!!体験記』で初登場した謎の仮面少女。容姿はひちゃこと瓜二つだが、メガネ型の仮面をつけており、目元が隠されている。最後まで仮面をつけた姿で登場し、素顔は明かされなかった。ひちゃこをライバル視していて負けず嫌いな性格。ゲームの腕は、ひちゃこと五十歩百歩。『ポケットモンスター ファイアレッド・リーフグリーン体験記』では、「コチャヒ」という架空の人物に成り済ましてひちゃこにゲームで勝とうとしたが失敗し、最後はひちゃこによって特製モンスターボールに閉じ込められた。
登場話
第24話『マリオカート ダブルダッシュ!!体験記』
第25話『マリオパーティ5体験記』
第27話『ポケットモンスター ファイアレッド・リーフグリーン体験記』
第28話『ポケットモンスター ファイアレッド・リーフグリーン体験記 激闘編』
第29話『ゼルダの伝説 4つの剣+体験記』
第35話『ポケットモンスター エメラルド体験記 熱闘編』
ひちゃお
『ゼルダの伝説 神々のトライフォース&4つの剣体験記』で初登場。当初は実況&解説キャラとして登場したが、後にひちゃこ達とゲームで対戦もした。ひちゃぞうとは双子で、ひちゃおが兄。少年と思しき顔形をしており、眼鏡をかけている。髪は茶髪で七三分け。ゲーム解説者だけあって知識があり、ゲームを進めるのが早い。
登場話
第17話『ゼルダの伝説 神々のトライフォース&4つの剣体験記』
第21話『カービィのエアライド体験記』
第28話『ポケットモンスター ファイアレッド・リーフグリーン体験記 激闘編』
第29話『ゼルダの伝説 4つの剣+体験記』
第35話『ポケットモンスター エメラルド体験記 熱闘編』
ひちゃぞう
『カービィのエアライド体験記』で初登場。ひちゃおの弟で、実況&解説キャラとして登場。ゲームの腕はひちゃおと同じぐらいだが、『ゼルダの伝説 4つの剣+体験記』のナビトラッカーズの対戦では優勝した。双子のため、容姿は一見ひちゃおと瓜二つだが、髪の分かれ方や眼鏡の形が微妙に違う。ちなみに双子揃ってダジャレ好き。
登場話
第21話『カービィのエアライド体験記』
第28話『ポケットモンスター ファイアレッド・リーフグリーン体験記 激闘編』
第29話『ゼルダの伝説 4つの剣+体験記』
第35話『ポケットモンスター エメラルド体験記 熱闘編』

## 掲載話
- 第1話『ひちゃこのピクミン体験記』（2002年2月号掲載）
- 第2話『ひちゃこの大乱闘スマッシュブラザーズDX体験記』（2002年3月号掲載）
- 第3話『ひちゃこのどうぶつの森+体験記』（2002年4月号掲載）
- 第4話『ひちゃこのカードe体験記』（2002年5月号掲載）
  - 体験したカードeは『ポケモン』と『どーもくん』と『どうぶつの森+』。
- 第5話『ひちゃこのバイオハザード体験記』（2002年6月号掲載）
  - 2002年3月22日発売の『biohazard（リメイク版）』を体験した。
- 第6話『ひちゃこのポケモンミニ体験記』（2002年7月号掲載）
  - 体験したソフトは『ポケモンパーティミニ』と『ポケモンショックテトリス』と『ポケモンアニメカード大作戦』と『ポケモンパズルコレクション』と『ポケモンピンボールミニ』の5つ。
- 第7話『ひちゃこのポケモンセンター体験記』（2002年8月号掲載）
  - 『ポケモンセンタートウキョー』と『ポケモンセンターオーサカ』に訪問した。漫画の最後では作者による読者へのポケモンセンターのグッズプレゼント（抽選で1名）が行われた。
- 第8話『ひちゃこのゲームアニメ体験記』（2002年9月号掲載）
  - ゲーム発のアニメを紹介する回。紹介したアニメは『星のカービィ』と『ロックマンエグゼ』と『劇場版ポケットモンスター 水の都の護神 ラティアスとラティオス』とその同時上映『ピカピカ星空キャンプ』。単行本には唯一未収録の回である。
- 第9話『ひちゃこのスーパーマリオサンシャイン体験記』（2002年10月号掲載）
- 第10話『ひちゃこのスーパーマリオサンシャイン体験記 スーパーテクニック編?』（2002年11月号掲載）
- 第11話『ひちゃこのスーパーマリオアドバンス3体験記』（2002年12月号掲載）
  - 作中では『マリオブラザーズ』には一切触れておらず、実質『ヨッシーアイランド』体験記となっている。
- 第12話『ひちゃこのマリオパーティ4体験記』（2003年1月号掲載）
- 第13話『ひちゃこの1周年記念体験記』（2003年2月号掲載）
  - 連載1周年を記念してそれまでの連載を振り返る回。ひちゃこに関するクイズがあったり、漫画本編の下におまけ漫画が載っている。
- 第14話『ひちゃこのゼルダの伝説 風のタクト体験記 前編』（2003年3月号掲載）
- 第15話『ひちゃこのゼルダの伝説 風のタクト体験記 後編』（2003年4月号掲載）
- 第16話『ひちゃこのニューハード体験記』（2003年5月号掲載）
  - 任天堂の新製品を紹介する回。ゲームボーイアドバンスSPとゲームボーイプレーヤーとワイヤレスコントローラ『ウェーブバード』を『メトロイドフュージョン』をプレイしながら紹介した。
- 第17話『ひちゃこのゼルダの伝説 神々のトライフォース&4つの剣体験記』（2003年6月号掲載）
  - 漫画は『4つの剣体験記』と『神々のトライフォース小劇場』（ミニ漫画）の2本立て。『4つの剣体験記』は、ひちゃこはゲームをプレイするのではなくレポーターとなってゲームの様子を伝えるという形で描かれている。
- 第18話『ひちゃこのファイアーエムブレム 烈火の剣体験記』（2003年7月号掲載）
- 第19話『ひちゃこのMOTHER1+2体験記』（2003年8月号掲載）
  - 『MOTHER』には少ししか触れておらず、漫画にはほぼ『MOTHER2』の世界が描かれている。
- 第20話『ひちゃこのどうぶつの森e+体験記』（2003年9月号掲載）
- 第21話『ひちゃこのカービィのエアライド体験記』（2003年10月号掲載）
  - ウエライド、シティトライアル、エアライドの順で体験した。
- 第22話『ひちゃこの伝説のスタフィー2体験記』（2003年11月号掲載）
- 第23話『ひちゃこのマリオゴルフ ファミリーツアー体験記』（2003年12月号掲載）
- 第24話『ひちゃこのマリオカート ダブルダッシュ!!体験記』（2004年1月号掲載）
- 第25話『ひちゃこのマリオパーティ5体験記』（2004年2月号掲載）
- 第26話『ひちゃこのドンキーコンガ体験記』（2004年3月号掲載）
  - ひちゃこは「ひちゃコング」という猿の少女となってゲームの世界を体験している。
- 第27話『ひちゃこのポケットモンスター ファイアレッド・リーフグリーン体験記』（2004年4月号掲載）
- 第28話『ひちゃこのポケットモンスター ファイアレッド・リーフグリーン体験記 激闘編』（2004年5月号掲載）
  - 登場人物4人全員が登場し、ゲームで対戦した。
- 第29話『ひちゃこのゼルダの伝説 4つの剣+体験記』（2004年6月号掲載）
  - 前回に続いて登場人物4人全員が登場。ハイラルアドベンチャー、ナビトラッカーズを4人でプレイした。作中ではシャドウバトルには一切触れていない。
- 第30話『ひちゃこのピクミン2体験記』（2004年7月号掲載）
- 第31話『ひちゃこのワリオワールド体験記』（2004年8月号掲載）
- 第32話『ひちゃこのペーパーマリオRPG体験記 その1』（2004年9月号掲載）
- 第33話『ひちゃこのペーパーマリオRPG体験記 その2』（2004年10月号掲載）
- 第34話『ひちゃこのポケットモンスター エメラルド体験記』（2004年11月号掲載）
- 第35話『ひちゃこのポケットモンスター エメラルド体験記 熱闘編』（2004年12月号掲載）

## 単行本

### 内容
『ファミ通キューブ＋アドバンス』2002年2月号から2004年12月号までに掲載されたひちゃこの漫画や、本誌の付録シール用イラストなどが収録されている。更に、この漫画の制作過程を解説するページや、作者への質問ページなどがある。表紙カバーを取ると、下書きのようなイラストが表れる。

### 発売までの経緯
2004年4月号の「編集部なんでも通信」（編集部が読者に情報などを告知するコーナー）で初めて単行本化が発表されたが、この時点では2004年3月下旬発売予定ということ以外、詳細は何も決まっていなかった。翌号の5月号では、諸般の事情で発売が延期になったことが発表され、発売日は一転して未定となり、詳細が全くわからない状態となった。続報が無いまま漫画の連載は終了。連載終了後の2005年1月号でようやく発売日や価格や内容が発表され、単行本の表紙用イラストのラフスケッチも公開された。翌号の2月号（2004年12月21日発売）では、単行本の表紙と帯が公開され、書き下ろしも収録していることが発表された。
そして、連載終了から約2ヶ月後の2004年12月25日、単行本『ひちゃこのゲーム体験記』が発売された（レーベルはBROS.COMICS EX、ISBN 4-7577-2113-7）。
ちなみに、2005年3月号の「編集部なんでも通信」では、絶賛発売中という告知とともに、単行本を購入した読者からの喜びの声を紹介するなど、宣伝に力を入れている。

### 雑誌掲載のものとの相違点
雑誌掲載のものと単行本収録のものでは細かい部分で違いが見られる。特筆すべき点のみ記述する。
- 『ピクミン体験記』と『大乱闘スマッシュブラザーズDX体験記』のセリフが、単行本ではパソコンで打った文字に変更されている。
- 連載当時の『ファミ通キューブ+アドバンス』の目次やアンケートはがき等では漫画タイトルは例えば「ひちゃこのピクミン体験記」と記載されているが、単行本では「ひちゃこの『ピクミン』体験記」と、テーマとなっている部分に『』を付けて記載してある。
- 漫画の扉絵の作者名が消えている。また、扉絵の邪魔にならない為の配慮なのか、単行本ではタイトルの位置が少々移動している。
- 雑誌掲載時にページの端に載っていた、漫画に関する一行コメントが単行本には載っていない。単行本では各話の最初のページの最下部に、簡単な解説やゲームの発売日などの情報を載せている（2号掲載のものは最初の回にのみ載っている）。

### その他
- 単行本表紙にはニンテンドーDSが描かれているが作中には出てこない。また、表紙や目次には本体カラーがバイオレットのGCやGBAが描かれているが、作中ではひちゃこは本体カラーがオレンジのものを使っている（『カードe体験記』のみGBAはオレンジではない）。
- 『ポケットモンスター ファイアレッド・リーフグリーン体験記』の情報欄の発売年が「2002年」となっているなど、単行本（初版）では印字ミスが多々ある。

## 作画
漫画の作画は、全話アナログ作画である。線は黒いペンで、髪や顔のパーツや服のしわ、小さな文字や細かい部分などは特に線が細く、太ペンと細ペンを使い分けて描かれている。着色は全てコピックなどのマーカー。
約3年間という長期連載だったため絵の変化が見られる。基本的な絵柄は変わっていないが、主人公ひちゃこの髪や目の描き方が微妙に変化している。目の描き方については作者本人も『1周年記念体験記』の「とびらえギャラリー」で、過去の絵に対して「いまと目が違う!!」と語っている。
また、他の登場人物も描かれ方が変化している。ヒ＝チャーコについては、登場初期は仮面の色はグレーだったが『ポケットモンスター ファイアレッド・リーフグリーン体験記』から赤に変わっている。ひちゃおとひちゃぞうについては、登場初期は髪は固められていたが『ゼルダの伝説 4つの剣+体験記』からふさふさとした髪になっている。ちなみにこの2人の描かれ方は曖昧で、『ゼルダの伝説 4つの剣+体験記』から髪の分かれ方が逆になり、最終回の最後で登場した際は眼鏡の形が逆になっており、登場初期と比べるとこの2人の描かれ方は全て逆になってしまっている。単行本の登場人物紹介では、髪型は登場初期の分かれ方で、眼鏡の形は登場初期とは逆で描かれており、どれが正しいのか不明である。

## その他

### 編集部注目ソフト大紹介!!
作者は『ファミ通キューブ+アドバンス 2003年6月号』のゲーム紹介コーナー「編集部注目ソフト大紹介!!」の漫画を描いており、この漫画は特別収録として単行本に収録された。『ファミ通キューブ+アドバンス』編集長の「水ピン」が作中に登場しており、漫画は水ピンがひちゃこにゲーム内容を紹介するという形で描かれている。漫画の構成はカラーで4ページで基本的には『ひちゃこのゲーム体験記』と同じだが、ゲームの紹介が目的のため、ゲーム画面やゲームの公式イラストを用いてゲームの内容を説明しているコマが多い。

### 読者の反応
- この漫画の連載が開始してからは、作者にファンレターを送ったり『ファミ通キューブ+アドバンス』にこの漫画や作者に関する投稿をする読者が出てきた。また、本誌の読者イラスト投稿コーナーには、この漫画の登場人物を描いたイラストが投稿されるようになった。人気漫画のためその数も多く、時には読者イラスト掲載ページ内に『ひちゃこのゲーム体験記』関係のイラストのみを掲載する「ひちゃこファンクラブ」（時には「ひちゃこファンクラブスペシャル」という拡大版も）という掲載枠が設けられるほどであった。
- 読者から、「マンガに描いたのはおおげさでしょ？」などと漫画は多少脚色して描いているのではないか疑問視する便りが届くことがあったという。それに対して作者は、ゲームの操作は本当に下手だと語っており、数多くのゲームをプレイしてきたがコントローラーの使い方は未だに成長していないという。一方で「ゲームを愛する心」は急成長したと語っている[1]。

## 備考
- この漫画は、作者にとって初めて[7]にして唯一の単行本化された作品で、代表作の一つである。ちなみに、作者の漫画家人生で初めて単行本化された作品なのでデビュー作とも言えるが、作者はこの作品の連載前から漫画家・イラストレーターとして活動しているのでこの作品は厳密にはデビュー作ではない。
- 作者は本作の続編に関して、「続きを描いていないから2巻は出ない」と自身のブログで語っている。
- この漫画を連載していた頃は、最初はゲームに夢中になってしまい、締切の10日前になってようやく原稿に取りかかり、原稿が完成するのは締切当日だったという[8]。
- 連載当時はこの漫画は「ひちゃこのゲーム体験記」という呼称以外にも「ひちゃこ体験記」や「ひちゃこの〇〇体験記」、「ひちゃこの～体験記」などとも呼ばれていた。ゲーム以外がテーマにされている回もあるため「ゲーム体験記」と一概には呼ぶに呼べなかったのだと思われる。